# Rimusz
Rimusz – władca z dynastii akadyjskiej; objął władzę nad imperium akadyjskim około roku 2278 p.n.e., po 55 latach panowania swojego ojca, Sargona Wielkiego.

## Panowanie
Jego panowanie naznaczone było konfliktami wewnętrznymi I zewnętrznymi. Na początku swego panowania stłumił powstanie miast sumeryjskich, na którego czele stał Kaku, lugal Ur. W 3. roku panowania wyruszył z karną ekspedycją przeciw zbuntowanym Elamitom. Rimusz zadał ostateczną klęskę Hiszep-ratepowi, królowi Anszanu, oraz sprzymierzonemu z nim Abalgamaszowi, królowi Warahsze. Rimusz zginął w wyniku zamachu zorganizowanego przez jego najbliższe otoczenie ok. 2270 p.n.e., władzę po nim przejął jego młodszy brat, Manisztusu.

## Galeria

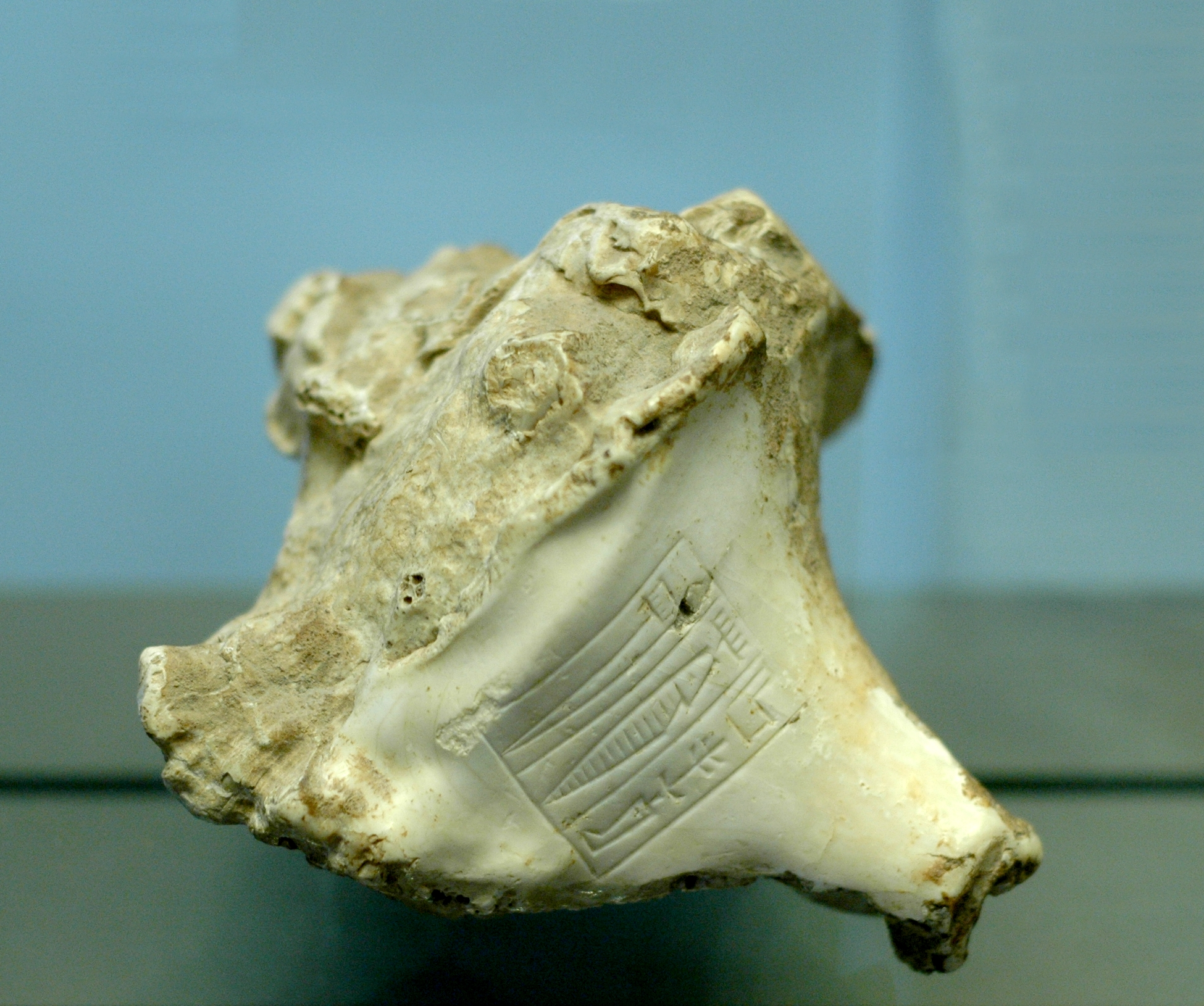
muszla z wyrytą inskrypcją „Rimusz, król Kisz”; zbiory Luwru
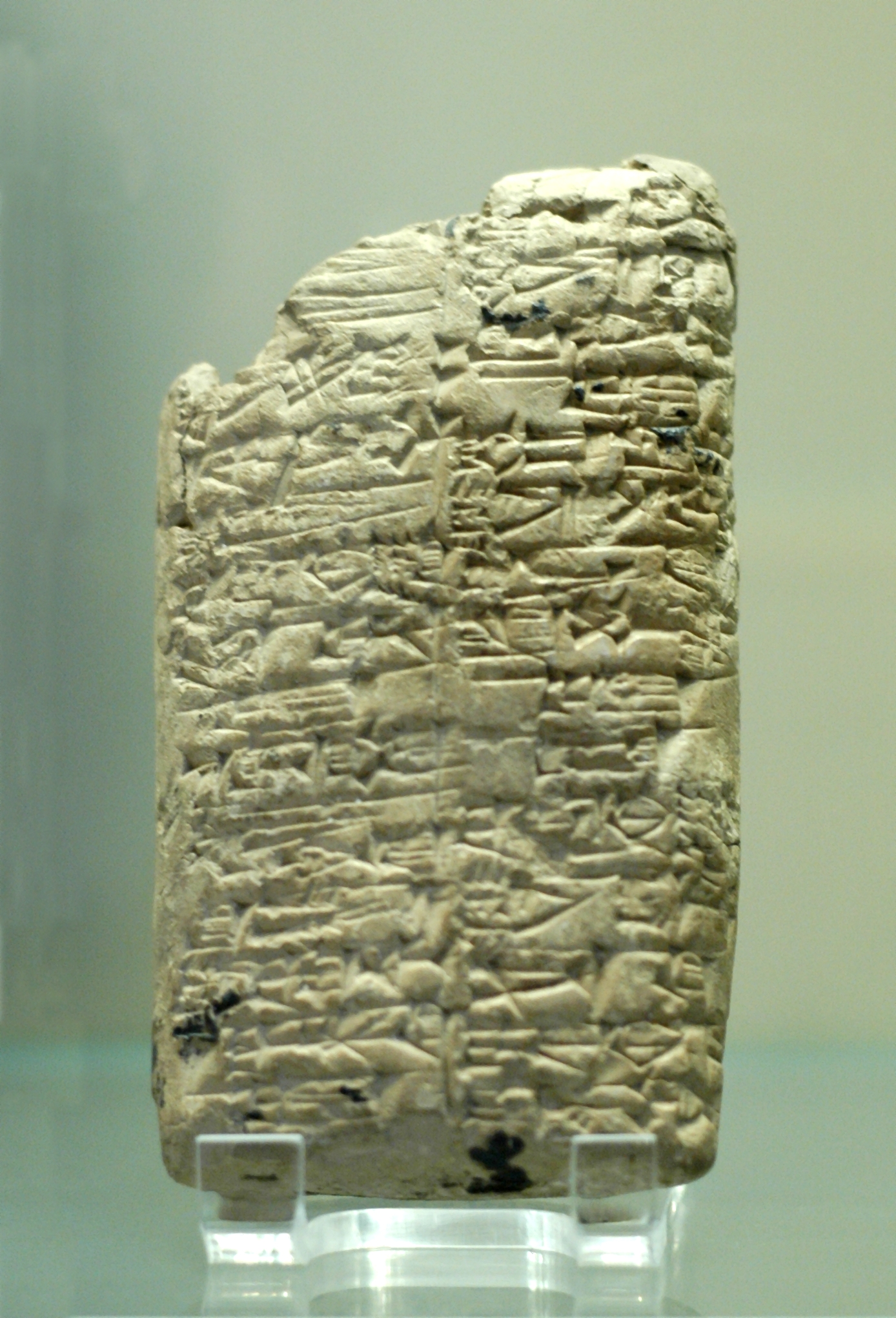
gliniana tabliczka z tekstem wyliczającym zwycięstwa Rimusza nad Abalgamaszem, królem Warahsze, oraz miastami elamickimi; zbiory Luwru